# Oxyagrion microstigma
Oxyagrion microstigma är en trollsländeart som först beskrevs av Selys 1876.  Oxyagrion microstigma ingår i släktet Oxyagrion och familjen dammflicksländor. Inga underarter finns listade i Catalogue of Life.